# Mike Douglas
Mike Douglas (Chicago, Illinois; 11 de agosto de 1925 - Palm Beach Gardens, Florida; 11 de agosto de 2006) fue un artista y presentador televisivo estadounidense.

## Primeros años de vida y carrera inicial
Su verdadero nombre era Michael Delaney Dowd, Jr., y nació en Chicago, Illinois. Siendo niño cantó en un coro, y de adolescente fue cantante en un crucero por el lago Míchigan. Tras servir brevemente en la Armada de los Estados Unidos hacia el final de la Segunda Guerra Mundial y ser cantante de la emisora WMAQ-TV de Chicago, se mudó a Los Ángeles. Allí participó en el show radiofónico de Ginny Simms. Después fue vocalista de la big band de Kay Kyser, con el cual participó en dos notables éxitos, "Ole Buttermilk Sky" en 1946 y "The Old Lamplighter" en 1947. Kyser fue el que le dio su nombre artístico, y Douglas continuó en la banda hasta que Kyser se retiró del mundo del espectáculo en 1951. 
En 1950 Douglas dio voz al Príncipe en la película de Walt Disney La Cenicienta. 
En la década de 1950 Douglas, que vivía en Burbank, California, intentó continuar con su carrera cantando en un nightclub y viajando. Hubo algunos años en los que tuvo que recurrir a malvender sus posesiones en Los Ángeles para obtener recursos económicos.

## Talk show
Resurgió en 1961 en Cleveland, Ohio donde un antiguo colega de Chicago le contrató por 400 dólares semanales para trabajar por las tardes como presentador de un talk show televisivo de la KYW-TV. The Mike Douglas Show consiguió rápidamente la popularidad, emitiéndose en redifusión en agosto de 1963 en las cinco emisoras propiedad de Westinghouse. El show se retransmitió en directo por la KYW-TV en su ciudad de origen, pero esta práctica finalizó en 1965 cuando la invitada Zsa Zsa Gabor usó un lenguaje inapropiado para referirse al humorista y actor Morey Amsterdam, uno de los intérpretes del Dick Van Dyke Show. Como propietaria de KYW-TV, Westinghouse Broadcasting decidió trasladar la emisora a Filadelfia, Pensilvania, el 19 de junio de 1965, trasladándose con la misma The Mike Douglas Show,  programa que se emitió por primera vez desde Filadelfia el 30 de agosto de 1965. 
Entre los invitados a su programa figuraban Truman Capote, Richard Nixon, The Rolling Stones, Herman's Hermits y Kiss, con una ocasional intervención de Tim Conway. El show ayudó a que algunos intérpretes se hicieran conocidos, como fue el caso de Barbra Streisand y Aretha Franklin. Tras trasladarse a Filadelfia, Douglas también intentó revivir su propia carrera de cantante, editando un sencillo, "The Men In My Little Girl's Life", en 1966.
En 1967 The Mike Douglas Show tenía unos 6 000 000 de espectadores diarios, principalmente público femenino que veía la TV en su casa. El show recibía 10,5 millones de dólares de sus anunciantes, y el presentador recibía más de medio millón. En 1967 el programa recibió el Premio Emmy concedido por la Academia de Artes y Ciencias de la Televisión. La mayor parte de las semanas Douglas trabajaba con un copresentador, siendo algunos de ellos John Lennon, Yoko Ono y Anne Baxter.
En julio de 1978 el programa se transfirió a Los Ángeles, donde permaneció hasta finalizar sus emisiones en 1982.
En 1982 Douglas presentó desde Los Ángeles un programa de la CNN dedicado a entrevistar a celebridades, People Now, en el que sustituyó a Lee Leonard, siendo reemplazado en diciembre de 1982 por Bill Tush.

## Otros éxitos
Douglas llegó a ser un icono cultural en Filadelfia, invitando a menudo a su show a destacados jugadores de los equipos profesionales de la ciudad (tenía una afinidad particular con los jugadores del equipo de fútbol americano Philadelphia Eagles). También fue asistente de la campaña del alcalde Frank Rizzo para favorecer la imagen de la ciudad, actuando como portavoz de la "Agencia Anti-Difamación" constituida por Rizzo. 
Douglas escribió dos memorias: My Story (1979) y I'll Be Right Back: Memories of TV's Greatest Talk Show (1999). También escribió un libro de cocina, The Mike Douglas Cookbook (1969), en el que mostraba recetas suyas y de su familia, y de invitados de su programa.

## Fallecimiento
A Douglas le diagnosticaron un cáncer de próstata en 1990, del cual fue intervenido con éxito. En 2006, en el día de su 81 cumpleaños, Douglas falleció en el hospital Palm Beach Gardens Medical Center de Palm Beach Gardens, Florida, no conociéndose la causa exacta de su muerte. Fue enterrado en el Cementerio Riverside Memorial Park de Tequesta, Florida.